# Leucocosmia nigripuncta
Leucocosmia nigripuncta är en fjärilsart som beskrevs av W. Warren 1913. Leucocosmia nigripuncta ingår i släktet Leucocosmia och familjen nattflyn. Inga underarter finns listade i Catalogue of Life.